# Olenecamptus triplagiatus
Olenecamptus triplagiatus är en skalbaggsart som beskrevs av Jordan 1894. Olenecamptus triplagiatus ingår i släktet Olenecamptus och familjen långhorningar.
Artens utbredningsområde är:
- Gabon.
- Ghana.
- Togo.

Inga underarter finns listade i Catalogue of Life.